# Нешвил (Охајо)
Нешвил (енгл. Nashville) град је у америчкој савезној држави Охајо.

## Демографија
По попису из 2010. године број становника је 197, што је 25 (14,5%) становника више него 2000. године.
| Група             | 2000.       | 2010.       |
| Белци             | 170 (98,8%) | 195 (99,0%) |
| Афроамериканци    | 0 (0,0%)    | 0 (0,0%)    |
| Азијати           | 0 (0,0%)    | 0 (0,0%)    |
| Хиспаноамериканци | 2 (1,2%)    | 1 (0,5%)    |
| Укупно            | 172         | 197         |